# Mothra vs. Godzilla
Mothra vs. Godzilla (モスラ対ゴジラ Mosura tai Gojira?) este un film SF kaiju japonez din 1964 regizat de Ishirō Honda. În rolurile principale joacă actorii Akira Takarada, Kenji Sahara și Hiroshi Koizumi. Este al patrulea film al francizei Godzilla și primul film în care Toho introduce un monstru din alte producții, Godzilla având de înfruntat pe Mothra, un monstru gigant radioactiv care seamănă cu o molie.
Filmul a fost lansat în cinematografele din Statele Unite și Canada în vara anului 1964 (la patru luni de la premiera sa din Japonia) de către American International Pictures sub denumirea Godzilla vs. the Thing.

## Prezentare
Un dezvoltator lacom a folosit mașini uriașe pentru a drena o parte din ocean, lângă Tokyo, pentru ca să poată construi acolo apartamente de lux. După o taifun, un ou uriaș apare pe plaja din apropiere și ajunge imediat în atenția publicului. În loc să ajungă în mâinile cercetătorilor pentru a fi studiat, el devine o atracție turistică. Planurile dezvoltatorului sunt date însă peste cap atunci când Godzilla apare din nou și distruge o parte a orașului Tokyo. Godzilla se luptă cu Mothra și o învinge, apoi Godzilla învinge cu ușurință armata oamenilor. Din oul lui Mothra ies însă două larve Mothra, nu una, care-l prind pe Godzilla cu spray-ul lor de mătase și-l duc departe în ocean, salvând astfel Tokyo de la distrugere.

## Distribuție
- Akira Takarada ca Ichiro Sakai
- Yuriko Hoshi ca Junko Nakanishi
- Hiroshi Koizumi ca Profesor Miura
- Yu Fujiki ca Nakamura
- The Peanuts, Emi și Yumi Ito, ca Shobijin
- Yoshifumi Tajima ca Kumayama
- Kenji Sahara ca Jiro Torahata
- Jun Tazaki ca Murata, Editor-șef

## Numele filmului
- Mosura tai Gojira - titlu în japoneză

- Mothra vs. Godzilla - numele actual Toho oficial al filmului în limba engleză. Classic Media a folosit această denumire pentru lansarea filmului pe DVD

- Godzilla vs. The Thing - lansare cinematografică în Regatul Unit și America de Nord

- Godzilla vs. Mothra - titlu pentru televiziune și home video în America

- Godzilla Against Mothra - titlu în engleză folosit în materiale publicitare internaționale și pe afișele originale Toho.

## Box office
Filmul a vândut 3.510.000 de bilete în Japonia.

## Recepție
Filmul a primit recenzii critice pozitive și este considerat în general ca fiind unul dintre cele mai bune filme cu Godzilla. Scorul pe Rotten Tomatoes este de 90%, fiind bazat pe zece comentarii. 